# スペンサー・キーブーム
スペンサー・ジョン・キーブーム（Spencer John Kieboom, 1991年3月16日 - ）は、 アメリカ合衆国サウスカロライナ州チャールストン郡マウントプレザント出身の元プロ野球選手（捕手、一塁手）。右投右打。愛称はブーマー（Boomer）。
6歳年下の弟に、同じくプロ野球選手（内野手）のカーター・キーブームがいる。

## 経歴
2012年のMLBドラフト5巡目（全体174位）でワシントン・ナショナルズから指名され、プロ入り。契約後、傘下のA-級オーバーン・ダブルデイズでプロデビュー。41試合に出場して打率.258、20打点を記録した。
2013年は開幕前、第3回ワールド・ベースボール・クラシック(WBC)にオランダ代表として出場の予定だったが、トミー・ジョン手術を受けることになったため辞退した。そのため、この年はルーキー級ガルフ・コーストリーグ・ナショナルズで4試合の出場にとどまった。
2014年はA級ヘイガーズタウン・サンズでプレーし、87試合に出場して打率.309、9本塁打、61打点、2盗塁を記録した。オフにはアリゾナ・フォールリーグに参加し、メサ・ソーラーソックスに所属した。
2015年はA+級ポトマック・ナショナルズでプレーし、71試合に出場して打率.248、2本塁打、26打点、1盗塁を記録した。この年のオフもアリゾナ・フォールリーグに参加し、ソルトリバー・ラフターズに所属した。11月20日にはルール・ファイブ・ドラフトでの流出を防ぐために40人枠入りした。
2016年、マイナーではAA級ハリスバーグ・セネターズでプレーし、94試合に出場して打率.230、5本塁打、31打点を記録した。9月27日にメジャー初昇格を果たすと、10月2日のマイアミ・マーリンズ戦で8回裏に代打で登場してメジャーデビュー（結果は四球）。この年メジャーでの出場はこの1試合のみだった。
2017年3月2日にジョー・ブラントンの加入に伴ってDFAとなり、6日にマイナー契約となった。この年はメジャーでの出場は無く、AA級ハリスバーグとAAA級シラキュース・チーフスでプレーし、2球団合計で66試合に出場して打率.250、5本塁打、25打点を記録した。
2018年は開幕からAAA級シラキュースでプレーしていたが、5月11日にメジャー契約を結んでアクティブ・ロースター入りした。5月19日のロサンゼルス・ドジャース戦ではロス・ストリップリングからメジャー初安打を放ち、9月11日のフィラデルフィア・フィリーズ戦では初本塁打を放った。最終的に52試合に出場して打率.232、2本塁打、13打点を記録した。
2019年レギュラーシーズン終了後の10月21日にマイナー契約となった後、24日にFAとなった。その後、この年をもって現役引退した。

## 詳細情報

### 年度別打撃成績
| 年 度    | 球 団    | 試 合 | 打 席 | 打 数 | 得 点 | 安 打 | 二 塁 打 | 三 塁 打 | 本 塁 打 | 塁 打 | 打 点 | 盗 塁 | 盗 塁 死 | 犠 打 | 犠 飛 | 四 球 | 敬 遠 | 死 球 | 三 振 | 併 殺 打 | 打 率 | 出 塁 率 | 長 打 率 | O P S |
| -------- | -------- | ----- | ----- | ----- | ----- | ----- | -------- | -------- | -------- | ----- | ----- | ----- | -------- | ----- | ----- | ----- | ----- | ----- | ----- | -------- | ----- | -------- | -------- | ----- |
| 2016     | WSH      | 1     | 1     | 0     | 1     | 0     | 0        | 0        | 0        | 0     | 0     | 0     | 0        | 0     | 0     | 1     | 0     | 0     | 0     | 0        | ----  | 1.000    | ----     | 1.000 |
| 2018     | WSH      | 52    | 143   | 125   | 16    | 29    | 5        | 0        | 2        | 40    | 13    | 0     | 0        | 0     | 1     | 16    | 0     | 1     | 28    | 2        | .232  | .322     | .320     | .642  |
| MLB：2年 | MLB：2年 | 53    | 144   | 125   | 17    | 29    | 5        | 0        | 2        | 40    | 13    | 0     | 0        | 0     | 1     | 17    | 0     | 1     | 28    | 2        | .232  | .326     | .320     | .646  |

### 年度別守備成績
| 年 度 | 球 団 | 捕手（C） | 捕手（C） | 捕手（C） | 捕手（C） | 捕手（C） | 捕手（C） | 捕手（C） | 捕手（C） | 捕手（C） | 捕手（C） | 一塁（1B） | 一塁（1B） | 一塁（1B） | 一塁（1B） | 一塁（1B） | 一塁（1B） | 三塁（3B） | 三塁（3B） | 三塁（3B） | 三塁（3B） | 三塁（3B） | 三塁（3B） |
| 年 度 | 球 団 | 試 合     | 刺 殺     | 補 殺     | 失 策     | 併 殺     | 守 備 率  | 捕 逸     | 許 盗 塁  | 盗 塁 刺  | 阻 止 率  | 試 合      | 刺 殺      | 補 殺      | 失 策      | 併 殺      | 守 備 率   | 試 合      | 刺 殺      | 補 殺      | 失 策      | 併 殺      | 守 備 率   |
| ----- | ----- | --------- | --------- | --------- | --------- | --------- | --------- | --------- | --------- | --------- | --------- | ---------- | ---------- | ---------- | ---------- | ---------- | ---------- | ---------- | ---------- | ---------- | ---------- | ---------- | ---------- |
| 2018  | WSH   | 49        | 297       | 21        | 3         | 2         | .991      | 3         | 16        | 11        | .041      | 3          | 4          | 0          | 0          | 0          | 1.000      | 1          | 0          | 0          | 0          | 0          | .---       |
| MLB   | MLB   | 49        | 297       | 21        | 3         | 2         | .991      | 3         | 16        | 11        | .041      | 3          | 4          | 0          | 0          | 0          | 1.000      | 1          | 0          | 0          | 0          | 0          | .---       |

### 背番号
- 64（2016年、2018年）